# غرقاب (شهر أباد)
غرقاب (بالفارسية: غرق‌آب) هي قرية تقع في إيران في Shahrabad Rural District.